# Jung Hong-won
Jung Hong-won, född 1944 i Katō-gun i dåvarande japanska Korea, är en sydkoreansk jurist och politiker, var mellan 26 februari 2013 och 16 februari 2015 Sydkoreas premiärminister.
Jung läste juridik vid Sungkyunkwan-universitetet i Seoul, och arbetade sedan under drygt 50 år som åklagare, innan han 2012 nominerades som  Park Geun-hye-regeringens premiärministerkandidat för konservativa Saenuri.